# Bakketidsel-slægten
Bakketidsel-slægten (Carlina) er en slægt af planter, der består af omkring 20 arter, hvoraf en eller to findes vildtvoksende i Danmark, afhængig af hvordan man klassificerer dem.

## Arter
Danske arter i slægten:
- Bakketidsel (Carlina vulgaris)
- Langbladet bakketidsel (Carlina biebersteinii) – nogen steder betragtet som en underart (Carlina vulgaris subsp. longifolia)[1]